# American-Football-Weltmeisterschaft der Frauen
Die American-Football-Weltmeisterschaft der Frauen, offiziell IFAF World Senior Women’s Football Championship, ist ein von der International Federation of American Football (IFAF) ausgetragener American-Football-Wettbewerb.

## Geschichte
Die erste Ausgabe fand 2010 in Stockholm zwischen den Frauennationalmannschaften von Kanada, Schweden, Finnland, Österreich, Deutschland und den Vereinigten Staaten statt. Erster Sieger wurde die USA durch ein 66:0 im Finale gegen Kanada. Deutschland verlor das Spiel um Platz drei mit 18:26 gegen Finnland.
Die zweite American-Football-Weltmeisterschaft der Frauen wurde 2013 in Vantaa, Finnland, ausgetragen. Die Frauennationalmannschaften der USA, Kanada, Finnland, Deutschland, Schweden und Spanien nahmen an dieser WM teil. Zum zweiten Mal wurde das Team der USA Weltmeister (2009 & 2013).
Die dritte IFAF Womens World Championship wurde vom 24. bis zum 30. Juni 2017 in Langley, British Columbia, Kanada ausgetragen. Teilnehmende Länder waren Australien, Mexiko, Großbritannien, Finnland, USA und Kanada.
Die vierte Weltmeisterschaft fand vom 30. Juli bis 7. August 2022 erneut im finnischen Vantaa statt. Weltmeister wurde erneut die USA, die im Finale Großbritannien besiegten. Die Briten hatten sich im Halbfinale überraschend gegen Kanada durchgesetzt.

## Turniere
| Jahr | Austragungsland | Weltmeister        | Silber         | Bronze   |
| ---- | --------------- | ------------------ | -------------- | -------- |
| 2010 | Schweden        | Vereinigte Staaten | Kanada         | Finnland |
| 2013 | Finnland        | Vereinigte Staaten | Kanada         | Finnland |
| 2017 | Kanada          | Vereinigte Staaten | Kanada         | Mexiko   |
| 2022 | Finnland        | Vereinigte Staaten | Großbritannien | Finnland |
| 2026 |                 |                    |                |          |

### Teilnehmer
| Turnier            | 10 | 13 | 17 | 22 |
| ------------------ | -- | -- | -- | -- |
| Vereinigte Staaten | 1  | 1  | 1  | 1  |
| Großbritannien     | –  | –  | 4  | 2  |
| Finnland           | 3  | 3  | 5  | 3  |
| Kanada             | 2  | 2  | 2  | 4  |
| Mexiko             | –  | –  | 3  | 5  |
| Deutschland        | 4  | 4  | –  | 6  |
| Australien         | –  | –  | 6  | 7  |
| Schweden           | 5  | 5  | –  | 8  |
| Spanien            | –  | 6  | –  | –  |
| Österreich         | 6  | –  | –  | –  |